# Jaiku
Jaiku là một mạng xã hội, một trang blog-mini và một dịch vụ đời sống giống như Twitter. Jaiku được thành lập vào tháng 2 năm 2006 bởi Jyri Engeström và Petteri Koponen đến từ Phần Lan và được phát hành lần đầu vào tháng 7 cùng năm. Google đã mua lại Jaiku vào ngày 9 tháng 10 năm 2007.